# Exploration Flight Test 1
Exploration Flight Test 1 eller EFT-1 (tidigare känd som Orion Flight Test 1 eller OFT-1) var den första testflygningen för Orion Multi-Purpose Crew Vehicle. Uppskjutningen ägde rum den 5 december 2014 kl 12:05 UTC med en Delta IV Heavy-raket från Space Launch Complex 37B vid Cape Canaveral Air Force Station. Ingen besättning var ombord på raketen.
Några timmar senare återinträdde farkosten i jordens atmosfär och landade i Stilla havet.